# Bernardino de' Bustis

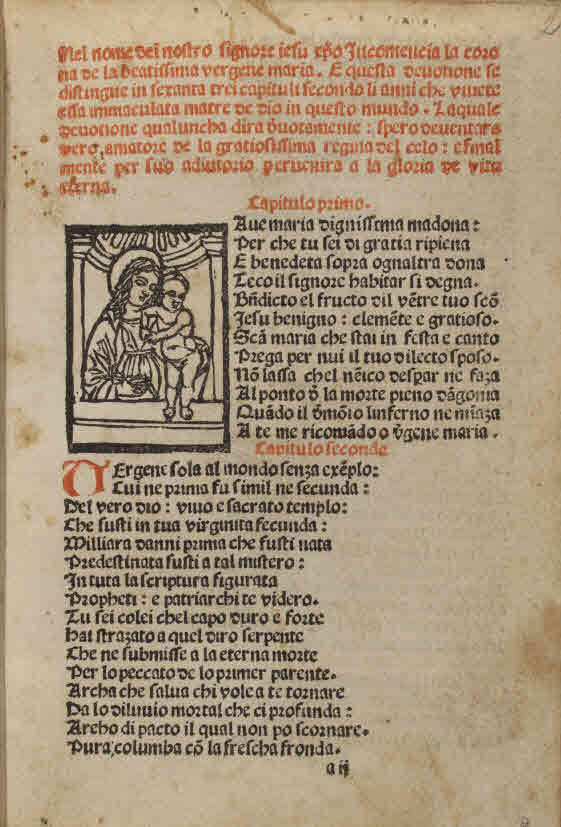
Tesauro spirituale

Bernardino de' Bustis (ou Busti, ou de' Busti)  (Milão, cerca de 1450 - Melegnano, 8 de maio de 1513) era um religioso e teólogo italiano.

## Biografia
Ele era filho de um advogado milanês e, após concluir os estudos em sua cidade natal, mudou-se para Pavia, onde cursou direito na universidade municipal antes de se formar em direito.
Em 1475 ou 1476 entrou para a Ordem dos Frades Menores do vicariato lombardo, usando seu hábito no convento de Sant'Angelo di Legnano sob a orientação de frei Michele Carcano.
Grande devoto da Virgem Imaculada, escreveu inúmeras obras dogmáticas e morais. Ele estava entre os promotores da instituição dos Montepio.
Morreu em Melegnano em 1513 e foi aí sepultado, no convento de Santa Maria della Misericordia. Embora seu culto ainda não recebeu o status oficial da Igreja, ele é venerado desde a sua morte como beato e lembrado no martirológio franciscano, que fixa a data de 8 de Maio de sua memória.
O Ofício da Imaculada Conceição foi escrito no século XV por Bernardino de Bustis e aprovado pelo papa Inocêncio XI em 1678.
Seu sobrenome levou por muito tempo a pensar que ele era natural de Busto Arsizio, tanto que nesta cidade foi dado um culto local testemunhado desde 1668, ano em que foi criado um quadro que o retratou na igreja de San Bernardino perto da casa da fazenda dos pobres.

## Obras
- Mariale (Milano, Ulderico Scinzenzeler, 1492 I parte; Milano, Leonard Pachel, 1493 testo integrale)
- Rosarium Sermonum (Venezia, Giorgio Arrivabene, 1498)
- Thesauro spirituale della b. Vergine Maria (Milano, Giovanni Antonio da Honate, 1488) - edizione Tesauro spirituale. [S.l.]: Ulrich Scinzenzeler. 1492
- Defensorium Montis pietatis contra figmenta omnia aemulae falsitatis (Milano, Ulderico Scinzenzeler, 1497)